# Haupttreuhandstelle Ost
Haupttreuhandstelle Ost (skr. HTO) lub pol. Główny Urząd Powierniczy Wschód – instytucja państwowa III Rzeszy odpowiedzialna za konfiskatę mienia należącego do obywateli polskich na terenach wcielonych do III Rzeszy (z wyjątkiem gospodarstw rolnych i leśnych oraz dzieł sztuki), administrowanie nimi i późniejszą sprzedaż niemieckim nabywcom. Obsługiwali ją urzędnicy z Deutsche Bank i Dresdner Bank.
Instytucję założono 1 listopada 1939 roku z siedzibą w Berlinie, w biurze Planu Czteroletniego, a jej kierownictwo powierzono Maxowi Winklerowi. Ogłoszenie o jej utworzeniu, podpisane przez Hermana Göringa, zostało opublikowane w Deutscher Reichsanzeiger und Preussicher Staatsanzeiger nr 260. Utworzono ekspozytury HTO w Gdańsku, Poznaniu, Ciechanowie, Katowicach i Krakowie, a w 1941 także w Białymstoku. Poznańska ekspozytura miała także filię w Łodzi. Generalny gubernator Hans Frank utworzenie HTO z ekspozyturą w Krakowie, potraktował jako ingerencję w zakres swojej właściwości kompetencyjnej i w związku z tym 15 listopada 1939 utworzył konkurencyjny urząd powierniczy dla terenów Generalnego Gubernatorstwa. W rezultacie HTO działał na terytoriach bezpośrednio włączonych do Rzeszy, a urząd powołany przez Hansa Franka w Generalnym Gubernatorstwie.
Haupttreuhandstelle Ost przejął do 1942 roku m.in. ponad 200 tysięcy przedsiębiorstw handlowych, przemysłowych, rzemieślniczych i transportowych, oraz ponad 290 tysięcy parcel.